# Hugo Weczerka
Hugo Weczerka (25. března 1930 Vama (župa Sučava), Rumunsko – 2. dubna 2021 Marburg) byl německý historik.

## Život
Hugo Weczerka v roce 1954 publikoval první pojednání o bukovinských Němcích v Bukovině. Doktorát získal v květnu 1956 na univerzitě v Hamburku dizertační prací „Středověké a raně novověké němectví v Moldavském knížectví od jeho počátků do jeho pádu (13.-17. století)“. Od roku 1963 byl spolupracovníkem a od roku 1974 zaměstnancem Herderova institutu s výzkumným zaměřením na historii a historickou geografii. Od dubna 1990 až do svého odchodu do důchodu v roce 1995 byl ředitelem Herderova institutu .

## Dílo (výběr)
- Die Deutschen im Buchenland (= Der Göttinger Arbeitskreis. Schriftenreihe. Heft 51), Holzner Verlag, Würzburg 1954.
- Herkunft und Volkszugehörigkeit der Lemberger Neubürger im 15. Jahrhundert (mit 2 Karten). In: Zeitschrift für Ostmitteleuropa-Forschung. Heft 1–4 (1955), S. 506–530.
- Die Ausbreitung der abendländischen Stadt im östlichen Mitteleuropa 1301–1800. In: Atlas östliches Mitteleuropa. Velhagen & Klasing, Bielefeld 1959; spoluautor: Heinz Stoob.
- Das mittelalterliche und frühneuzeitliche Deutschtum im Fürstentum Moldau von seinen Anfängen bis zu seinem Untergang 13.–17. Jahrhundert. 1955 (zugleich Dissertation, Universität Hamburg, Philosophische Fakultät, Hamburg 4. Mai 1956) → nové vydání (= Buchreihe der Südostdeutschen Historischen Kommission. Band 4), Oldenbourg, München 1960.
- Siedlungsgeschichte des Bukowiner Deutschtums. In: Franz Lang (Hrsg.): Buchenland. Hundertfünfzig Jahre Deutschtum in der Bukowina (= Veröffentlichungen des süddeutschen Kulturwerks. Heft 16), München 1961, S. 23–41.
- Putzger-Wandkarten. Polen im 20. Jahrhundert. Die Teilung Polens 1772–1795. Karte 116, Velhagen & Klasing, Bielefeld 1961.
- Prof. Dr. Herbert Schlenger †. In: Mitteilungen der Südosteuropa-Gesellschaft. Nr. 1/2, 9 (1969), S. 26–28.
- Rumänien (bis 1945). In: Literaturberichte über Neuerscheinungen zur außerdeutschen Geschichte. Band 5, Oldenbourg, München 1973, S. 324–420.
- Literaturbericht über die Geschichte Rumäniens bis 1945. Veröffentlichungen 1944–1970. In: Historische Zeitschrift, 1973, S. 325–420.
- Stadt- und Marktgründungen und Stadtabgänge in Schlesien 1450–1800. In: Zeitschrift für Ostforschung 23 (1974), S. 193–260.
- Verzeichnis der Veröffentlichungen Walter Kuhns 1923–1978. In: Zeitschrift für Ostforschung 27 (1978), S. 532–554.
- Die Herkunft der Studierenden des Jüdisch-Theologischen Seminars zu Breslau 1854–1938. In: Zeitschrift für Ostforschung 35 (1986), S. 88–138.
- Stadtmappe Breslau – Deutscher Städteatlas. GSV Größchen Städteatlas, Altenbeken 1987, ISBN 3-89115-035-0.
- Die Residenzen der schlesischen Piasten. In: Hans Patze, Werner Paravicini (Hrsg.): Fürstliche Residenzen im spätmittelalterlichen Europa. Thorbecke, Sigmaringen 1991, ISBN 3-7995-6636-8, S. 311–347.
- Stände und Landesherrschaft in Ostmitteleuropa in der frühen Neuzeit. Verlag Herder-Institut, Marburg 1995, ISBN 3-87969-237-8.
- Juden in Schlesien. Ein Literaturbericht. In: Zeitschrift für Ostforschung 47 (1998), S. 70–81.
- Aspekte der Zusammenarbeit in der Ostmitteleuropa-Forschung. Tagung des Herder-Instituts und des J. G. Herder-Forschungsrates am 22./23. Februar 1994. Band 1, VIII, Marburg 1996, ISBN 3-87969-243-2.
- Czernowitz. Städtebauliche Entwicklung in österreichischer Zeit. Hrsg. vom Traditionsverband Katholischer Czernowitzer Pännaler, Innsbruck 2000.
- Schlesiens zentrale Orte. Kontinuität und Wandel vom Mittelalter bis zur Mitte des 20. Jahrhunderts. In: Jahrbuch der Schlesischen Friedrich-Wilhelms-Universität zu Breslau 49 (2008/2009), S. 33–61.
- Die „Francisco-Josephina“ in Czernowitz. Eine Universität am Ostrand der Habsburgermonarchie. In: Victoria Popovici, Wolfgang Dahmen, Johannes Kramer (Hrsg.): Gelebte Multikulturalität. Czernowitz und die Bukowina. Peter Lang, Frankfurt am Main 2010, ISBN 978-3-631-56484-4, S. 67–85.
- Paul Johansen (1901–1965), Hanse- und Osteuropahistoriker. Bemerkungen zu einer neuen Publikation. In: Hansische Geschichtsblätter 130 (2012), S. 211–223.